# Hof ter Looi

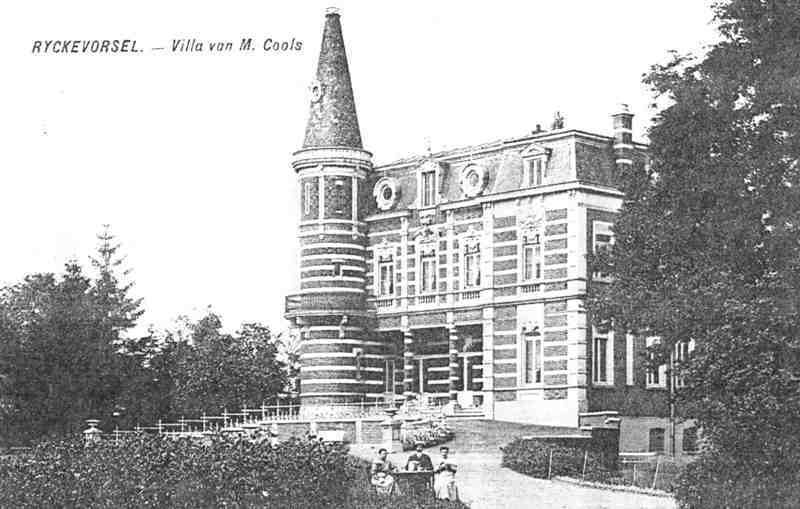
Hof ter Looi

Het Hof ter Looi is een landhuis nabij de plaats Rijkevorsel in de Belgische provincie Antwerpen, gelegen aan Looiweg 169.
Oorspronkelijk lag hier de hoeve Loy. In 1881 werd op deze plaats een landhuis gebouwd in opdracht van baksteenfabrikant Aug. Cools.
Het betreft een landhuis op onregelmatige, enigszins rechthoekige, plattegrond. Het is gebouwd in baksteen met natuurstenen speklagen. Het bestaat uit twee bouwlagen, voorzien van een mansardedak. Een van de hoeken wordt geflankeerd door een rond torentje.
Het geheel is gelegen in een Engelse tuin.